# Hol Beck (River Aire)
Der Hol Beck ist ein Wasserlauf in Leeds, West Yorkshire, England.
Der Hol Beck verläuft teilweise unterirdisch. Entlang der Water Lane im Stadtteil Holbeck verläuft der kanalisierte Wasserlauf oberirdisch parallel zur Straße. Der Hol Beck mündet in den River Aire.